# Маркс, Алан
Алан Маркс (англ. Alan David Marks; 14 мая 1949, Чикаго — 12 июля 1995, Берлин) — американский пианист и композитор, работавший в Германии.
Вырос в Сент-Луисе. Учился в Джульярдской школе у Ирвина Фрейндлиха, затем в Консерватории Пибоди у Леона Флейшера и в Лондоне у Бенджамина Каплана.
С 1981 г. жил и работал в Берлине. С 1992 г. и до конца жизни преподавал в Высшей школе музыки имени Эйслера.
Записал два альбома фортепианных пьес Ференца Листа («Годы странствий» и фантазии на темы опер), два альбома Эрика Сати, сольные произведения Карлоса Чавеса, Пьера Булеза, Роджера Сешенса, альбом произведений для скрипки и фортепиано с Колей Бляхером и сочинения Луи Моро Готтшалка для фортепиано в четыре руки (с Нерин Барретт). Посмертно издана концертная запись всех фортепианных сонат Франца Шуберта, сыгранных Марксом в последний год жизни.
Написал музыку к кинофильму Розы фон Праунхайма «Анита — танцы порока» (1986). Положил на музыку ряд стихотворений Бертольда Брехта, исполнявшихся актёрами Соной Макдэниел и Удо Замелем под аккомпанемент самого Маркса.